# 鄧依涵
鄧依涵（1990年10月24日—），台湾導演、編劇，國立臺灣大學心理學系碩士畢業，曾以《夢迴》獲得教育部文藝創作獎「現代/兒童戲劇劇本」優選，2015年以《我親愛的遺腹子》獲得文化部優良電影劇本獎優等，並於2018年更名為《親愛的卵男日記》上映，獲得多項國內外影展入圍肯定。在GagaOOLala平台於2021年推出的原創影集《第一次遇見花香的那刻》，此部影集讓她獲得2022年第57屆金鐘獎迷你劇集／電視電影編劇獎，此作品也同時獲得當屆迷你劇集／電視電影的女主角獎及女配角獎，也入圍此屆金鐘獎迷你劇集／電視電影的導演獎。首部劇情長片為《我在這裡等你》，擔任導演和剪接。

## 影像作品

### 影集
- 2021年《第一次遇見花香的那刻》擔任導演和編劇

### 長篇電影
- 2018年《親愛的卵男日記》擔任編劇
- 2024年《我在這裡等你》擔任導演和剪接

## 獎項紀錄
| 年份   | 頒獎典禮     | 獎項                       | 作品                     | 結果 |
| ------ | ------------ | -------------------------- | ------------------------ | ---- |
| 2022年 | 第57屆金鐘獎 | 迷你劇集（電視電影）導演獎 | 《第一次遇見花香的那刻》 | 提名 |
| 2022年 | 第57屆金鐘獎 | 迷你劇集（電視電影）編劇獎 | 《第一次遇見花香的那刻》 | 獲獎 |

## 外部連結
- 台灣電影網 Taiwan Cinema

（页面存档备份，存于）